# Photocorynus spiniceps
Photocorynus spiniceps là một loài cá vây tia trong họ Cyprinidae. Nó là loài đặc hữu của Papua New Guinea. Đây là loài duy nhất trong chi Photocorynus.
Các cá thể đực trưởng thành được biết đến là 6,2-7,3 mm (0,25-0,3 inch), nhỏ hơn bất kỳ cá trưởng thành và động vật có xương sống khác; con cái tuy nhiên, đạt được kích thước lớn hơn đáng kể lên đến 50,5 mm (2 inch). (Tuy nhiên, rất nhiều loài cá có cả giới tính có độ tuổi trưởng thành dưới 20 milimet (0,8 inch).